# Dactyliophora
Dactyliophora är ett släkte av tvåhjärtbladiga växter. Dactyliophora ingår i familjen Loranthaceae.
Kladogram enligt Catalogue of Life:
| Dactyliophora | \| \| Dactyliophora novae-guineae \| \| \| \| \| \| Dactyliophora verticillata \| \| \| \| |
|               | \| \| Dactyliophora novae-guineae \| \| \| \| \| \| Dactyliophora verticillata \| \| \| \| |
|               | Dactyliophora novae-guineae                                                                |
|               |                                                                                            |
|               | Dactyliophora verticillata                                                                 |
|               |                                                                                            |